# 迪克森里-梅多克里克 (加利福尼亞州)
迪克森里-梅多克里克（英語：Dixon Lane-Meadow Creek）是位於美國加利福尼亞州因約縣的一個人口普查指定地區。

## 地理
迪克森里-梅多克里克的座標為37°23′00″N 118°25′01″W / 37.38333°N 118.41694°W，而該地最高點為海拔高度1269米（即4163英尺）。

## 人口
根據2010年美國人口普查的數據，迪克森里-梅多克里克的面積為8.701平方千米，當中陸地面積為8.701平方千米，而水域面積為0.000平方千米。當地共有人口2645人，而人口密度為每平方千米303人。